# 고딕 (비디오 게임)
고딕(Gothic)은 독일의 기업 피라냐 바이츠가 개발한, 판타지를 주제로 하는 마이크로소프트 윈도우용 일인용 액션 롤플레잉 비디오 게임이다.
고딕은 비평가들에 의해 좋은 평가를 받았다. 스토리, 다른 게임 내 캐릭터와의 세세한 소통방식, 그래픽에 대해 좋은 평가를 주었으나 어려운 조작 방식과 높은 시스템 요구사항은 단점으로 지적되었다.
2019년 12월 13일, THQ 노르딕에 의해 플레이 가능한 리메이크 프로토타입 데모가 출시되었다. 이 게임은 THQ 노르딕 바르셀로나가 개발한 작품이다. 데모는 피라냐 바이츠의 게임을 소유하는 스팀에서 사용자가 다운로드할 수 있다.

## 평가
| 통합 점수      | 통합 점수 |
| 통합사         | 점수      |
| -------------- | --------- |
| 메타크리틱     | 81/100    |
| 평론 점수      |           |
| 평론사         | 점수      |
| CGW            | [ 6 ]     |
| 유로게이머     | 8/10      |
| 게임스팟       | 7.2/10    |
| 게임스파이     | [ 7 ]     |
| 게임존         | 7.9/10    |
| IGN            | 8.6/10    |
| PC 게이머 (UK) | 74%       |
| PC 게이머 (US) | 75%       |
| PC 존          | 74%       |

| 수상     | 수상                                              |
| 평론사   | 수상                                              |
| -------- | ------------------------------------------------- |
| GameStar | Adventure Game of the Year (2001) Best Game World |